# Las garras de Lorelei
Las garras de Loreley és una pel·lícula de terror espanyola de 1973 escrita i dirigida per Amando de Ossorio, i protagonitzada per Tony Kendall, i Helga Liné. La pel·lícula se centra en una sèrie d'horribles assassinats en una ciutat alemanya al costat del riu Rin perpetrats per un esperit de l'aigua mortal conegut com a Lorelei.
La pel·lícula es va estrenar als cinemes dels Estats Units sota el títol The Swinging Monster el 24 d'agost de 1976, però la més famosa uns anys més tard sota el títol When the Screaming Stops. Més tard va ser llançada en VHS el 1985 amb aquest últim títol abans de ser llançat en DVD el 2007 amb el títol original d'exportació en anglès. La recepció de la crítica per a la pel·lícula ha estat majoritàriament negativa, amb crítiques dirigides al guió de la pel·lícula i un vestit de monstre fals.

## Argument
En un petit poble alemany prop del riu Rin, un internat proper està plagat per una sèrie d'assassinats horripilants de les seves estudiants cada lluna plena. Els locals de la zona culpen dels assassinats a un llegendari esperit de l'aigua conegut com a La Lorelei, que es diu que resideix en una gruta sota el riu Rin, i que es transforma en una bella dona. en un monstre rèptil que té fam de sang humana cada lluna plena. Mentre els assassinats continuen, un caçador experimentat anomenat Sigurd és contractat per la professora de l'internat Elke Ackerman per vigilar l'escola. Sigurd estableix un toc de queda a les 9 a tots els residents de l'internat, durant el qual s'hauran de tancar totes les finestres i portes i ningú no sortirà del recinte escolar durant aquest temps.
Una nit, mentre patrullava pel recinte de l'escola, Sigurd es troba amb una misteriosa dona encaputxada que fuig després de notar-lo. Més tard aquella nit, mentre es banyava en un llac proper, Sigurd torna a trobar-se amb la misteriosa dona però no la aconsegueix atrapar. En la seva recerca de la dona, es troba amb el professor Von Lander que fa temps que l'estudia. Portant-lo de tornada al seu laboratori, Lander revela a Sigurd que la Lorelei es pot transformar en un monstre a la llum de la lluna plena. Lander també revela que va fer una daga irradiada capaç de tornar la Lorelei a la seva forma humana. Mentrestant, un petit grup de caçadors és massacrat per la criatura. Es revela que la misteriosa dona que persegueix Sigurd és la Lorelei, però Sigurd ha caigut sota l'encanteri de Lorelei i es nega a creure que sigui la responsable dels assassinats. Mentre està sota la influència de la Lorelei, Sigurd revela accidentalment la implicació de Von Lander.
Lorelei, juntament amb el seu servent humà Alberic, assassinen Von Lander i destrueixen la seva investigació en un esforç per evitar que ningú l'aturi. Sigurd, que ara ha arribat a creure que Lorelei és d'alguna manera la responsable dels assassinats, més tard descobreix una cova submarina mentre fa submarinisme, que condueix a un temple amagat habitat per Lorelei, Alberic i un munt de dones salvatges. Sigurd aviat és descobert i capturat. Mentre Sigurd està subjecte, una Lorelei impulsada per la venjança es dirigeix a l'internat per assassinar a l'Elke, després de descobrir els sentiments de Sigurd per ella. Una de les dones salvatges aconsegueix ajudar a Sigurd, alliberant-lo i mor juntament amb els habitants del temple per la dinamita que Sigurd havia engegat anteriorment.
En arribar a la pensió amb el punyal irradiat, Sigurd aconsegueix matar la Lorelei abans que pugui fer d'Elke la seva propera víctima.

## Repartiment
- Tony Kendall - Sigurd, el caçador
- Helga Liné - Lorelei
- Silvia Tortosa - Elke Ackerman,
- Josefina Jartin - Directora
- Loreta Tovar - Martha
- José Thelman - Carlo Donati
- Luis Induni - Alcalde
- Ángel Menéndez - Professor Von Lander

## Estrena
Las Garras de Lorelei es va estrenar a les sales de cinema a Espanya el 9 de maig de 1973.Més tard va ser estrenada als Estats Units amb el títol alternatiu The Swinging Monster el 24 d’agost de 1976. Es va tornar a estrenar uns anys més tard sota el títol When the Screaming Stops, amb el distribuïdor Independent Artists afegint un artifici "Shock Notice" on llampecs vermells d'advertència precedien cada assassinat sangrient.

### Mitjans domèstics
La pel·lícula va ser estrenada en VHS per Lightning Video el 1985 amb el títol When the Screaming Stops, conservant l’artifici "Shock Notice"; es va publicar una edició VHS de velocitat EP el 29 de setembre de 1993.
BCI va estrenar la pel·lícula en DVD Edició Especial, el 13 de novembre de 2007. El 20 de novembre de 2008, va ser llançat en DVD per Sinister Cinema. Més tard va ser llançat per primera vegada a Blu-ray per Shout Factory el 8 d'agost, 2017; com a única pel·lícula, i amb una doble amb La noche de los brujos.

## Recepció
Robert Firsching d'Allmovie va donar una crítica negativa a la pel·lícula, escrivint: "A excepció d'un interessant disseny de producció submarina, una mica de gore extrem i fals, i algunes dones inusualment belles, Las Garras de Lorelei és un dels esforços més imperceptibles d'Armando De Ossorio, i cada assassinat va precedit per un molest flaix de pantalla vermella." The Bloody Pit of Horror va atorgar a la pel·lícula una mediocre 2/4 estrelles, destacant el bon ús de les ubicacions a l'aire lliure, la partitura musical inquietant i la bona fotografia. No obstant això, van criticar l'actor principal de la pel·lícula per ser "insuls" i "poc interessant", un disseny feble de criatures i el guió. TV Guide va puntuar la pel·lícula amb 2/5 estrelles, afirmant: "aquesta estranya barreja de llegenda alemanya i convencions de terror dels anys 70 és distingit pels flaixos vermells que precedeixen cada assassinat sangnant." The Terror Trap va donar a la pel·lícula una 2,5 de sortida de 4 estrelles, anomenant-lo "un plat espanyol bastant cruent, amb uns bons trossos de cor, amb un repartiment atractiu i una criatura amb estat d'ànim genial".
No totes les crítiques, però, van ser negatives. Digital Retribution va atorgar a la pel·lícula una puntuació de 4/5, qualificant-la d'"una obra magistral de terror que ha estat vergonyosament passada per alt, tant per l'audiència de la seva època com per les multituds famolenques de Saw d'avui". Kurt Dahlke de DVD Talk va donar a la pel·lícula una crítica positiva dient-la "[una] història d'amor inusual amb cors arrencats", elogiant la pel·lícula. moments de suspens i premisses inusuals, alhora que es fa notar el pobre disseny de la criatura.
Steve Barton de Dread Central va puntuar la pel·lícula amb una puntuació de 4/5, anomenant-la "[una] comèdia exagerada i sense intenció". Samm Deighan de Diabolique Magazine va assenyalar el guió de la pel·lícula, tot i que "un desastre total", però pensava que era d'escriptura refrescant: "Si esperes alguna cosa atmosfèrica i carregada de fatalitat, pensa de nou. Aquesta barreja d'horror i fantasia és molt divertida, amb alguns ensurts agradables i efectes decents. Els atacs del monstre són sorprenentment ràpids. i viciosos, i el gore, la majoria de la carn esquinçada, s'eleva per sobre de l'escàs pressupost de la pel·lícula."